# Ebru Özkan
Ebru Özkan (ur. 18 listopada 1978) – turecka aktorka.

## Życiorys
W 2006 roku zadebiutowała w filmie Evi: Bir Kış Masalı. Po pojawieniu się w różnych serialach telewizyjnych, przełom w jej karierze nastąpił w 2009 roku dzięki serialowi Hanımın Çiftliği. Kontynuowała karierę w telewizji, grając główne role między innymi w serialu Rozdarte serca.
Od 2016 roku jest żoną aktora Ertana Saban, z którym ma córkę.

## Filmografia
| Rok       | Tytuł                            | Rola             |
| --------- | -------------------------------- | ---------------- |
| 2006      | Kabuslar Evi: Bir Kış Masalı     | Melisa           |
| 2006      | Gözyaşı Çetesi                   | Deniz            |
| 2007      | Kara İnci                        | Seçil            |
| 2009      | Güldünya                         | Duru             |
| 2009-2011 | Hanımın Çiftliği                 | Halide Dinçaslan |
| 2011      | Çınar Ağacı                      | Berrin           |
| 2011-2012 | Anneler ile kızları              | Defne            |
| 2012      | Hayatımın Rolü                   | Ela              |
| 2014      | Not Defteri                      | Suna             |
| 2014-2017 | Rozdarte serca                   | Dilara Gürpinar  |
| 2015      | Rüzgarın Hatıraları              | Leyla            |
| 2018      | Şahin Tepesi                     | Melek            |
| 2019      | Hekimoğlu                        | İpek Tekin       |
| 2020      | Türkler Geliyor: Adaletin Kılıcı |                  |